# Kínai mitológia
A kínai mitológia meghatározása nem könnyű, mivel nem alkot olyan egységes rendszert, mint például a görög vagy a római mitológia. Ha csak azt tekintjük a kínai mitológia részének, ami kínaiul, bármely korszakból is ismert, sok esetben arról is nehezen dönthető el, hogy nem csupán az egykori kínaiak uralta területen élő etnikai kisebbségtől vették-e át. Ugyanez a helyzet a különböző vallások térnyeréséből származó átvételekkel is. Amit tehát ma kínai mitológiának szokás nevezni, az olyan több mitológiai rendszer összessége, amely magába foglalja az ókori kínai, a taoista, a buddhista és a késő kínai népi mitológiákat.

## Archaikus kínai mitológia

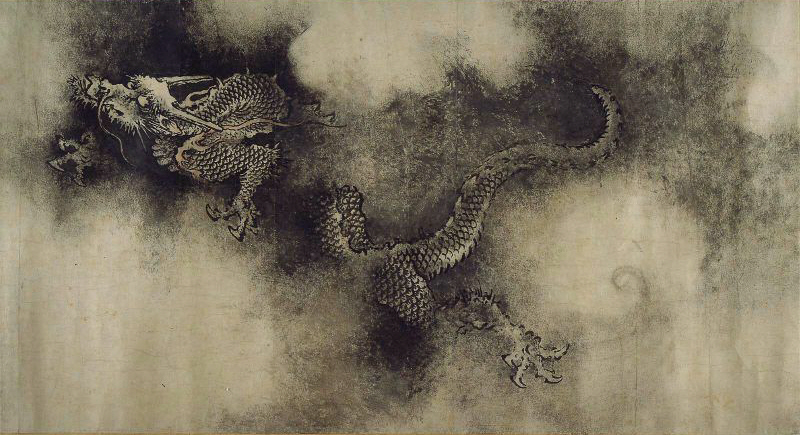
A kínai mitológia legközismertebb lénye: a sárkány

Az ókori kínai mítoszok kialakulása és sajátossága mai napig a vitatott és homályos kérdések körébe tartozik. Ennek egyik legfőbb okaként a konfuciánus ideológiát okolják. Az összefüggő, gyakorta szórakoztató történetek helyett leginkább csak mítosztöredékből, egymásnak is ellentmondó legendákból rekonstruálhatjuk a Csou (Zhou)-kor előtti kínai mitológiát. Azokban a művekben ugyanis, amit a konfuciánus tudósok átszerkesztettek, csak alig maradt néhány legendás tudósítás vagy a folklór hagyományokból merítő mítosz. Ez talán azzal függhet össze, hogy a Csou (Zhou) törzsek által egyesített népek hagyományai közül csak azokat jegyezték föl, amelyeknek lehetett valami köze a korabeli arisztokrata nemzetségek totemisztikus és genealógiai hagyományaihoz. Másrészt pedig, a konfuciánus írástudó elit az egykori legendás hősök és mitikus uralkodók a múlt valóságos személyiségeivé és egyben példaképeivé váltak. Az ókori kínai mitológia egyik legjellemzőbb vonása tehát a mitikus alakok historizálása. A legfőbb, legjelentősebb alakok uralkodók és császárok lettek, a másodrangúak pedig főhivatalnokok, arisztokraták. Ezzel a folyamattal együtt ment végbe a hősök antropomorfizálása is, melynek eredményeképpen fokozatosan elvesztették azon külső jegyeiket, amelyekkel a legrégebbi időkben, a totemista hitvilág felruházta őket. A totemisztikus elképzelések ugyanis jelentős szerepet játszottak a legrégebbi kínai mitológia kialakulásában. Példának okáért a yin (jin) törzsek a fecskét, míg a haszia (xia) törzsek a kígyót tekintették totemősüknek. Ebből a kígyóból alakulhatott ki később a kínai mitológiában nagy jelentőséggel bíró sárkány alakja is.

### Forrásai
Az ókori kínai mitológia már írásos források alapján is rekonstruálható. Ilyen forrásul szolgálnak az olyan ókori történeti és filozófiai művek, mint például az Írások könyve, melynek legrégebbi részei, az i. e. 14-11. századból származnak; a Változások könyve, melynek legrégebbi részei az i. e. 8-7. századból származnak; a Csuang-ce (Zhuangzi) az i. e. 4-3. századból; a Lie-ce (Liezi) az i. e. 4. századtól az i. sz. 4. századig; a Huaj-nan-ce (Huainanzi) az i. e. 2. századból; Vang Csung (Wang Zhong) (王充) Mérlegelések (Lun-heng (Lunheng) 論衡/论衡) című műve az i. sz. 1 századból. A legtöbb információt a régi kínai mitológiával kapcsolatban a San-haj-csing (Shanhaijing), vagyis a Hegyek és vizek könyve című mű (i. e. 4-2. század), valamint Csü Jüan (Qu Yuan) (i. e. 4. század) költészete tartalmazza.

### Az őskáosz

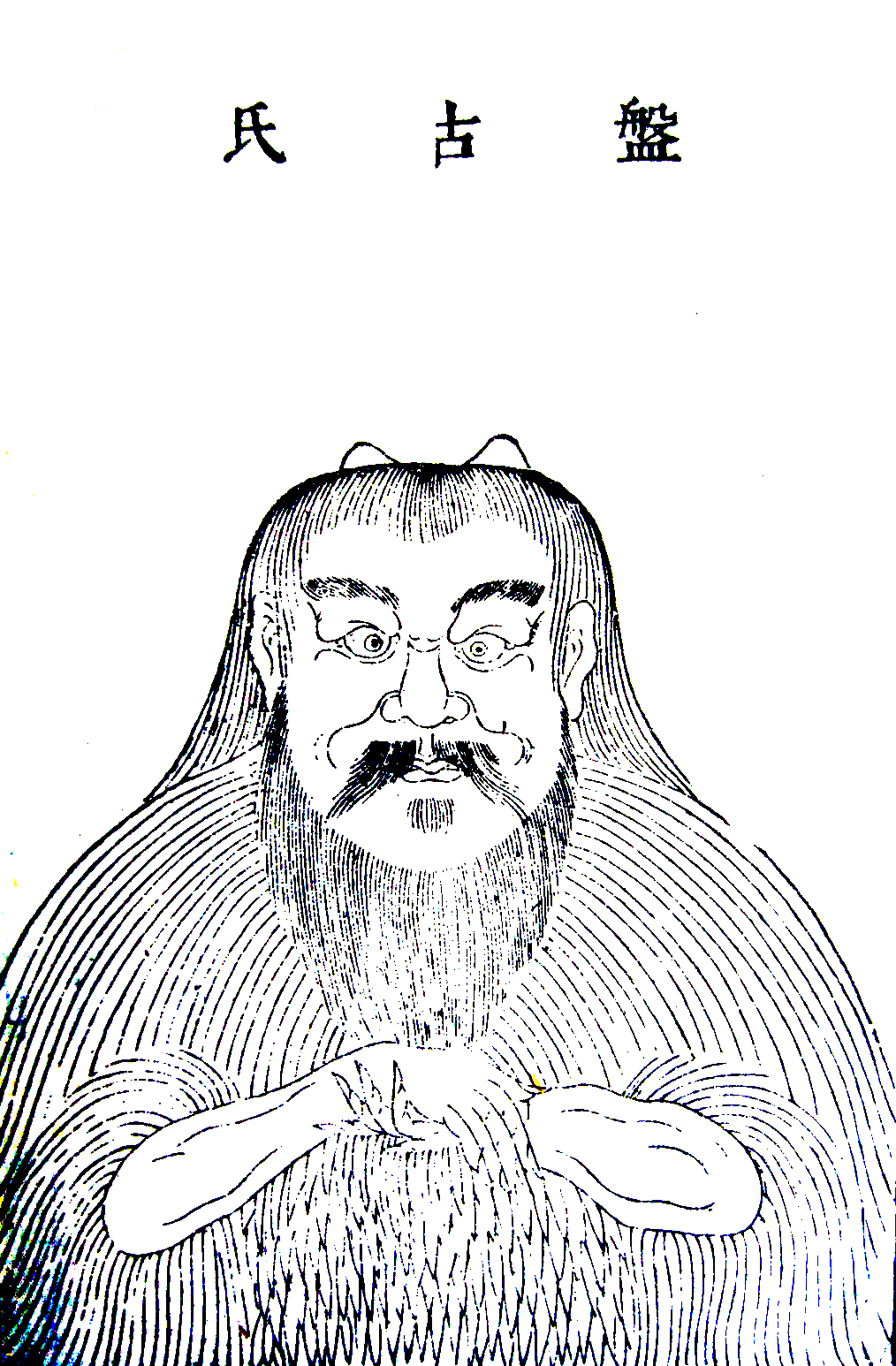
Pan-ku (Pangu) ábrázolása egy fametszeten

A legősibb mítoszok sorába tartozik a káosz legendája, amelynek kínai elnevezése: hun-tun (hundun) (混沌). Az írott alak, mindkét tagjában szereplő, úgy nevezett „víz-gyökből” arra lehet következtetni, hogy ez az elképzelés a kaotikusan kavargó víz nyomán jöhetett létre. A Huaj-nan-ce (Huainanzi) című filozófiai mű egyik szakaszában amikor még nem volt se föld, se ég, és formátlan alakok bolyongtak a vaksötétben, két szellemlény, vagy istenség jött létre. Egy az i. sz. 3. századból származó szövegben az olvasható, hogy az az ég és a föld olyasféle káoszt alkottak, mint a tyúktojás belseje. Az ég és a föld szétválasztását a legendák Pan-ku (Pangu) nevéhez kapcsolják. Az első ember a földön, az első ősatya hatalmasra növekedett, a belélegzéséből lett szél és az eső, a kilélegzéséből pedig a mennydörgés és a villám. Ha kinyitotta a szemét nappal lett, ha lecsukta a szemét, éjszaka lett. Amikor pedig Pan-ku (Pangu) meghalt a két könyöke, a két térde és a feje átalakult az öt szent heggyé, testszőréből lettek fák és a füvek. Míg a testén élősködő férgek emberekké váltak. Pan-ku (Pangu) mítosza jól mutatja, hogy már az ősi Kínában is létezett az a fajta kozmogóniai rendszer, amely a makrokozmosz és a mikrokozmosz rendszereként egységes képezi le a világot.

### Az ember teremtése
Jól lehet, az ember létrejöttét, mintegy spontán megjelenését Pan-ku (Pangu)hoz is kapcsolják, de talán még ennél régebbi a Nü-va (Nüwa) ősanyáról szóló mítoszkör, akinek a nevéhez az emberek tényeleges megteremtése fűződik.Nü-vá (Nüwá)t félig emberként, félig pedig kígyóként (vagy sárkányként) képzelték el, aki az összes létező dolgot megteremtette, beleértve az embereket is. Az egyik mítosz szerint földből és agyagból gyúrta az embereket. Ezek először formátlan, otromba masszák voltak csupán, s a Huaj-nan-ce (Huainanzi) szerint más kultúrhéroszok segítettek neki, megteremteni az ember testrészeit és szerveit. Egy másik forrás szerint, mivel az emberek agyagból való megformálása igen fáradságos munka volt, Nü-va (Nüwa), hogy felgyorsítsa a folyamatot egy kötelet eresztett a híg sárba, és amikor kihúzta és lerázta azt, egy-egy agyagkupac pottyant le. Belőlük lettek a szegények és a közemberek, míg azok, akiket még saját kézzel gyúrt a gazdagok és előkelők lettek. Később hozzá kapcsolták a házassági szertartás rendjének előírását is. Noha, a későbbi elképzelések szerint Pan-ku (Pangu) választotta el az eget és a földet egymástól, de, amikor azt a feldühödött vízszellem, Kung-kung (Gonggong) beszakította, akkor Nü-va (Nüwa) volt az, aki ötszínű követ olvasztva befoltozza az eget, egy másik alkalommal pedig nádhamut gyűjt, hogy azzal torlaszolja el a kiömlő vízáradat útját.

### Az első házaspár

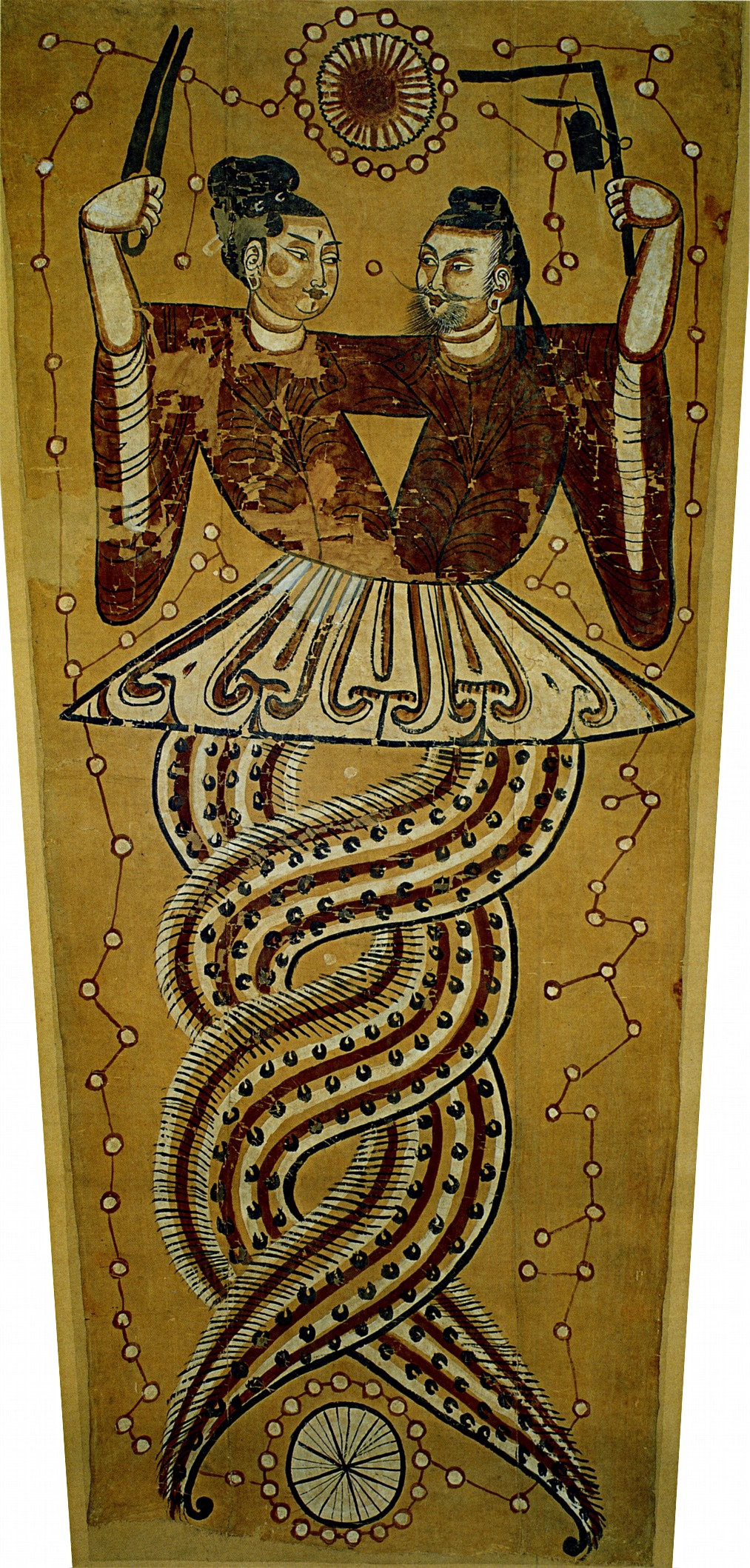
Nü-va (Nüwa) és Fu-hszi (Fuxi) ábrázolás egy régi festményen

Már a korai időkben széles körben elterjedtnek tekinthetjük a Fu-hszi (Fuxi) ősatyáról szóló legendákat, akinek a halászháló és a jósláshoz használt trigramok feltalálását tulajdonítják. Ő tanította meg az embereket a vadászatra, a halászatra és a tűzön való ételkészítésre. Mivel eredetileg a ji (yi) törzsek kultúrhérosza volt, lehetségesnek tartják, hogy a korai változatokban egyfajta madáremberként jelent meg. Csak az időszámítás kezdete körül kezdték Nü-va (Nüwa) párjaként szerepeltetni. Olykor Fu-hszi (Fuxi)t és Nü-vá (Nüwá)t olyan páros lényként ábrázolják, akik emberi felsőtesttel rendelkeznek, de az alsó részük kígyó- vagy sárkányfarok, amely egymásba fonódik. Ez egyben a házasságuk jele is. Egy 20. században lejegyzett mítosz szerint Fu-hszi (Fuxi) és Nü-va (Nüwa) az özönvízből megmenekült testvérpár, akik azért léptek házasságra, hogy a kihalt emberiséget újrateremtsék. Nü-vá (Nüwá)t Fu-hszi (Fuxi) feleségeként csak a 9. században nevezi a költő Lu Tung (Lu Tong) (盧仝/卢仝).

### A vízözön
Kínában a vízözön nem az embereket bűneik miatt sújtó büntetésként jelenik meg, hanem a víz, különösképpen a folyóvizek kiszámíthatatlan kaotikusságát jelképező általánosított elképzelés. A legenda azt a harcot meséli el, amelyet a földművelők vívnak az áradással, hogy termőterületeket nyerjenek, és biztosítani tudják az öntözést. Az Írások könyve szerint a vízözönnel elsőként Kun (Gun) szállt szembe, aki e legfőbb istenségtől elorozott csodálatos, magától dagadó föld (hszi-zsang (xirang) 息壤) segítségével akarta megfékezni a vizeket. Ő azonban kudarcot vallott, s csak a fia, Jü (Yu) győzte le a vízözönt, aki csatornákat ásva vezette el a vizeket. Ő az, aki termővé tette a földeket, megszabadította a földet az ártó szörnyektől és megteremtette az emberek számára a földművelés feltételeit.

### Világfa, világhegy
Mivel a kínaiak úgy képzelték el, hogy az ég és a föld fokozatosan váltak el egymástól, a samanisztikus elképzelésekhez hasonlóan a kínai mítoszokban is szó esik arról, létrán fel lehet jutni az égbe. A létra motívumnál gyakoribb az úgy nevezett világhegy képzete, amely szerint a Kunlun az a hegy, amely összeköti az eget a földdel. Ez a hegy volt a magasságos égi úr, vagyis Sang-ti (Shangdi) alsó, földi városa. A mítoszok ezen csoportja valamiféle „világtengely” elképzelésen alapulnak, amelyben a "tengely" nem csupán egy hegy alakját ölti, hanem város és palota is emelkedik rajta. A kozmikus függőleges tengelyről alkotott elképzelések másik csoportja a Napok fájában, vagyis a fu-szang (fusang) (扶桑) (szó szerint: „eperfa megtámasztó”) testesül meg, ami pedig egyértelműen a világfa képzetén alapul. A fu-szang (fusang)-fán tíz varjú képében lakik a tíz Nap, melyek mindegyike a Délkeleti-tengeren túl élő Hszi-ho (Xihe) anya gyermeke.

### Nap- és holdmítoszok

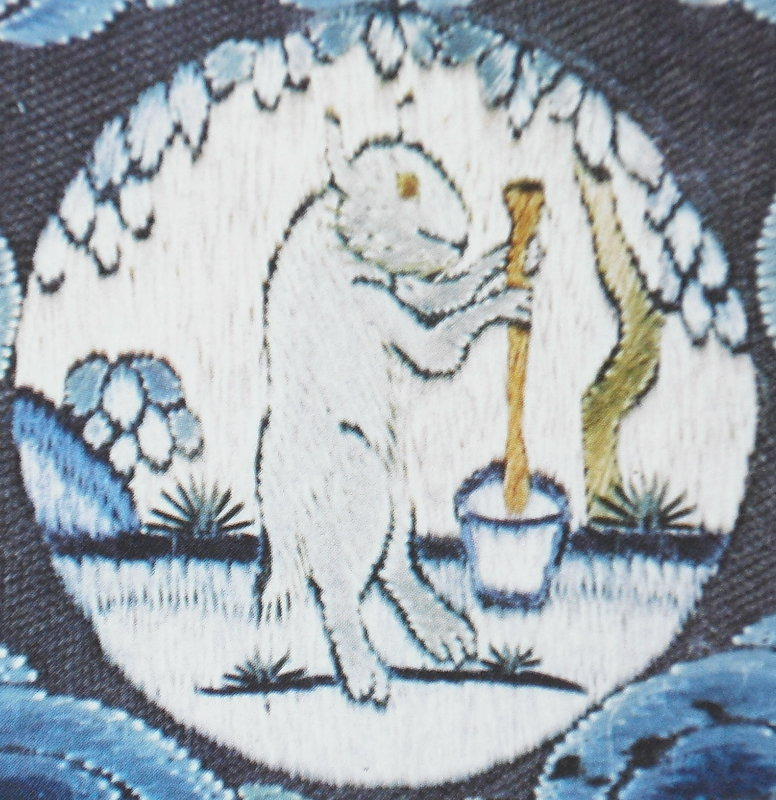
A Holdban lakó fehér nyúl alakja, amely mozsárban töri a halhatatlanság varázsszerét. 18. századi császári köntös hímzett motívuma

Mint láthattuk, a legkorábbi Nap-mítoszok a fu-szang (fusang)-fához kapcsolódnak. Huaj-nan-ce (Huainanzi)ben az áll, hogy a Nap előbb megfürdik egy tóban, majd felkapaszkodik a fu-szang (fusang)-fára, és elindul égi útjára. Egyes változatok szerint maga Hszi-ho (Xihe) viszi kocsijával végig az égen. Végül a Nap megérkezik nyugatra, ahol leszáll egy másik fára, a zso (ruo)( 若) -fára, amelynek virágai megvilágítják a földet. A Naphoz fűződik az a legenda, amely szerint egy alkalommal egyszerre tíz Nap jelent meg az égen, ami rettenetes szárazságot eredményezett. Az égből azonban egy kiváló íjász érkezett, bizonyos Ji (Yi) (羿), aki nyilaival lelőtte a kilenc felesleges Napot. A holdmítoszok szegényesebbek a napmítoszoknál. A San-haj-csing (Shanhaijing) szerint a Nagy Pusztaságban magasodik a Zsijüesan (Riyueshan) (日月山), vagyis a Nap és a Hold hegye, amely az ég egyik tartóoszlopa is egyben, s e vidéken nyugszik le a Nap és a Hold. Csü Jüan (Qu Yuan) szerint a Holdat égi útján egy bizonyos Vang Su (Wang Shu) viszi végig a kocsiján, róla azonban ezenkívül szinte mást nem is tudunk. A Huaj-nan-ce (Huainanzi) szerint a Nap egy három lábú varjú, a Hold pedig egy béka (később szintén háromlábú). Későbbi elképzelés szerint a Holdban egy fehér nyúl lakik, amely mozsárban a halhatatlanság varázsszerét készíti. A napmítoszhoz kapcsolódó Ji (Yi) feleségének tartották Csang-o (Chang'e)t (嫦娥), aki ellopta urától a halhatatlanság elixírjét, s lenyelve azt a Holdra repült, ahol máig egyedül él. Más változatok szerint a Holdon egy bizonyos Vu Kang (Wu Gang) (吳剛) él, akit azért küldtek oda, hogy kivágja az ott növő hatalmas fahéjfát. A fejszecsapások azonban menten behegednek, így Vu Kang (Wu Gang) időtlen idők óta, örökké a fát vágja. Ez a mítosz azonban már a kései taoista legendakör része, bár a Holdon növő fahéjfa motívuma már a Huaj-nan-ce (Huainanzi)ben is szerepel.

### Égtájak, csillagok
A kínai mitológiában igen nagy jelentősége van az égtájakhoz fűződő szimbolikának is. Hagyományosan Kínában öt égtájat tartanak számon: az észak, a dél, a kelet, a nyugat és a közép. Az öt égtáj vagy irány szimbólumai: az északé a Hszüan-vu (Xuanwu) 玄武 ("sötét harciasság"); a délé Csu-csüe (Zhuque) 朱雀 ("vörös madár"); a keleté a Csing-lung (Jinglong) 青龍/青龙 ("zöld sárkány"); a nyugaté a Paj-hu (Baihu) 白虎 ("fehér tigris"); a középé a Taj-ji (Taiyi) 太一 ("hatalmas egy"). E fogalmak mindegyike egyszersmind csillagkép és grafikus ábrázolatú szimbólum is. Ezt igazolja az a tény, hogy az ókori reliefeken ha kis körökkel ábrázolták a Csing-lung (Jinglong) csillagkép csillagait, akkor ugyanoda a zöld sárkány ábráját is elhelyezték. A Hszüan-vu (Xuanwu)t teknősként ábrázolták, amely köré egy kígyó tekeredik. Egyes csillagokat istenek, szellemek megtestesülésének tartottak, vagy azok lakóhelyének. A Nagy Medve (Pei-tou (Beidou) 北斗 szó szerint: "északi merítőkanál") és a benne lakó szellemek például az élet és a halál urai voltak, ők rendelkeztek az emberek sorsáról. A mitologikus legendákban azonban zömében mégsem ezek a csillagképek szerepelnek, hanem egyes csillagok.

### A természeti jelenségek mítoszai
Az elemek és természeti jelenségek istenei közül Lej-kung (Leigong) (雷公), a mennydörgés istene a legarchaikusabb. Az időszámítás kezdete körüli időkben Lej-kung (Leigong)ot égi sárkánynak tartották. Ív alakú sárkánynak hitték a régi kínaiak a szivárványt is, melynek két végén egy-egy fej található. A régi kínai mitológiában a szelet és az esőt is megszemélyesítették: a szél istene Feng-po (Fengpo) (風伯 / 凤伯) volt, míg az esőé Jü-si (Yushi) (雨師 / 雨师). A San-haj-csing (Shanhaijing) Feng-po (Fengpo)t emberarcú kutyaként írja le, de más változat szerint madárszerű lény volt.

### Hegyek és folyók szellemei
A földi világot a kínai mitológiában elsősorban a hegyek és a folyók jelentették. Érdekes módon az erdők, a síkságok, a sivatagok stb. szinte semmilyen szerepet nem játszanak. A hegyek szellemeit egyértelműen az aszimmetria jellemezte, hiszen találunk közöttük egy- vagy háromlábúakat, egyszeműeket, vagy a közönséges emberi ismertetőjegyek megkettőzése, például kétfejűek, vagy az emberi és állati jegyek párosítása. A hegyek szellemei gyakorta kapcsolatban állnak valamiféle túlvilági képzetekkel is, például a Tajsan (Taishan) (台山)-hegyre helyezték az élet és halál urának lakhelyét. A barlangokat általában a túlvilágra vezető lejáratoknak tartották. A vizek szellemeit sárkány, hal vagy teknős vonásaival felruházott lényeknek képzelték, de olykor egészen emberszerűek. A folyók szellemei között található férfi és női alak is. Jellemző, hogy a folyók szellemeiként különféle folyóba fulladt személyeket tiszteltek, például a Lo (Luo) (洛)-folyó tündérének a folyóba fulladt Fu-fej (Fufei)t (宓妃), a mitikus Fu-hszi (Fuxi) lányát tekintették.

### Kultúrhéroszok
A kínai mitológia jelentős szereplői azok a hősök, kultúrhéroszok, akiket a kínaiak saját őseiknek tartottak és a régmúlt korok valós uralkodóiként, főembereiként írtak le. Jellemző, hogy ők valamennyien az emberi civilizáció számára fontos kultúrjavak, tárgyak, eszközök, szokások, mesterségek megteremtői. Fu-hszi (Fuxi) találta fel a halászhálót, Szuj-zsen (Suiren) a tüzet, Sen-nung (Shennong) az ásót, és ő kezdte el a földművelést, a kutak ásását, felismerte a gyógynövényeket és megszervezte a cserekereskedelmet. Huang-ti (Huangdi), vagyis a Sárga Császár találta fel a közlekedési eszközöket, a csónakot és a taligát, a textíliából készült öltözéket és ő kezdete meg az első közutak építését is. A nevéhez fűződik továbbá a naptárkészítés, s egyes források szerint az írás megalkotása is. A kultúrhéroszok sajátos típusába tartozik a Nyugat úrasszonya Hszi-vang-mu (Xiwangmu), aki eredetileg démonikus személy volt és egyes források szerint ragályt és betegségeket küldött a földre. Később azonban a nyugati égtáj úrnőjeként a halhatatlanság varázsszerét őrizte. A héroszok között akad további démonikus személyiség is, például Kung-kung (Gonggong), a vizek szelleme és Cse Ju (Chi You), a lázadó. Kung-kung (Gonggong) a tűz istenével, Csu-zsung (Zhurong)gal háborúskodott, míg Cse Ju (Chi You) a Sárga Császár ellen lázadt fel és vívott könyörtelen harcot. Cse Ju (Chi You)nak tulajdonítják az olyan fegyverek, mint például a szekerce és a bár feltalálását.

### A historizálás
A konfucianizmus előretörésének és térnyerésének köszönhetően a régi kínai világ legősibb mítoszai is a írott formában feljegyzett, krónikákba foglalt történelem részévé váltak. Ez a történelemformálás még a Han-dinasztia idején zajlott, melynek során az i. e. 3. évezred kezdetéig visszamenően összegyűjtötték és megpróbálták időrendbe állítani a töredékes formában fennmaradt mítoszokat, legendákat és vallással kapcsolatos eseményeket, melyeket később történelmi tényeknek tekintettek. Így azok a kultúrhéroszokat, akiket az i. e. 5-3- század különböző vallásos vagy világi közösségei patrónusul választottak, s akiknek az emberiség legalapvetőbb intézményeit, és a környezethez való alkalmazkodás képességét köszönhette, beillesztették a kronologikus történelmükbe. Így a legendás kultúrhéroszok hivatalosan is a kínai történelem részeseivé váltak.

#### A három fenség kora
A legendákból és kultúrhéroszok felhasználásával historizált kínai történelem az úgy nevezett „három fenséges” (Szan Huang (San Huang) 三皇) korával kezdődik. Abban azonban már eltérnek a források, hogy mely három kultúrhérosz tartozik a „három fenség” csoportjába. A legstabilabb helye Fu-hszi (Fuxi)nak és Sen-nung (Shennong)nak van. Az előbbi a hagyomány szerint kb. i. e. 2800-tól i. e. 2737-ig, az utóbbi pedig kb. i. e. 2737-től kb. i. e. 2698-ig uralkodott. Az alábbi táblázatban a különböző forrásokban szereplő Három Fenséges nevét soroljuk fel:
| Források | Három fenség |
| --- | --- |
| A történetíró feljegyzései                                                                                                 | Égi fenség (Tien huang (Tian huang) 天皇), Földi fenség (Ti huang (Di huang) 地皇), Taj (Tai) fenség (Taj huang (Tai huang) 泰皇) vagy Fu-hszi (Fuxi) (伏羲), Nü-va (Nüwa) (女媧), Sen-nung (Shennong) (神農) |
| Ti vang si-hszi (Di wang shixi) (《帝王世系》)                                                                             | Fu-hszi (Fuxi) (伏羲), Sen-nung (Shennong) (神農), Huang-ti (Huangdi) (黃帝) |
| Si pen (Shi ben) (《世本》)                                                                                                | Fu-hszi (Fuxi) (伏羲), Sen-nung (Shennong) (神農), Huang-ti (Huangdi) (黃帝) |
| Paj-hu tung-ji (Baihu tongyi) (《白虎通義》)                                                                               | (1. változat) Fu-hszi (Fuxi) (伏羲), Sen-nung (Shennong) (神農), Csu Zsung (Zhu Rong) (祝融) (2. változat) Fu-hszi (Fuxi) (伏羲), Sen-nung (Shennong) (神農), Szuj-zsen (Suiren) (燧人)                       |
| Feng-szu tung-ji (Fengsu tongyi)                                                                                           | Fu-hszi (Fuxi) (伏羲), Nü-va (Nüwa) (女媧), Sen-nung (Shennong) (神農) |
| Ji-ven lej-csü (Yiwen leiju) (《藝文類聚》)                                                                                | Égi fenség (Tien huang (Tian huang) 天皇), Földi fenség (Ti huang (Di huang) 地皇), Emberi fenség (Zsen huang (Ren huang) 人皇)                                                                               |
| Tung-csien vaj-csi (Tongjian waiji) (《通鑑外紀》)                                                                         | Fu-hszi (Fuxi) (伏羲), Sen-nung (Shennong) (神農), Kung-kung (Gonggong) (共工) |
| Csun-csiu jün-to su (Chunqiu yundou shu) (《春秋運斗樞》) Csung-csiu jüan-ming pao (Chunqiu yuanming bao) (《春秋元命苞》) | Fu-hszi (Fuxi) (伏羲), Nü-va (Nüwa) (女媧), Sen-nung (Shennong) (神農) |
| Sang-su ta-csuan (Shangshu dazhuan) (《尚書大傳》)                                                                         | Fu-hszi (Fuxi) (伏羲), Sen-nung (Shennong) (神農), Szuj-zsen (Suiren) (燧人) |
| Ti vang si-csi (Di wang shiji) (《帝王世紀》)                                                                              | Fu-hszi (Fuxi) (伏羲), Sen-nung (Shennong) (神農), Huang-ti (Huangdi) (黃帝) |

#### Az öt császár kora
A kínai történelem következő, legendás alakokból historizált korszaka az úgy nevezett „öt császár” (vu ti (wu di) 五帝) kora. Ez esetben is egymásnak ellentmondó forrásokkal találkozunk. A hagyomány szerint ez a korszak egészen a Nagy Jü (Yu) által megalapított Hszia (Xia)-dinasztia megjelenéséig, kb. i. e. 2070-ig tartott.
| Források                                      | Öt császár                                                                                                 |
| --------------------------------------------- | --- |
| A történetíró feljegyzései                    | Huang-ti (Huangdi) (黃帝), Csuan-hszü (Zhuanxu) (顓頊), Ku (嚳), Jao (Yao) (堯), Sun (Shun) (舜)           |
| Ti vang si-csi (Di wang shiji) (《帝王世紀》) | Sao-hao (Shaohao) (少昊), Csuan-hszü (Zhuanxu) (顓頊), Ku (嚳), Jao (Yao) (堯), Sun (Shun) (舜)            |
| Ji csing (Yi jing) (《易經》)                 | Taj-hao (Taihao) (太昊), Jen-ti (Yandi) (炎帝), Huang-ti (Huangdi) (黃帝), Jao (Yao) (堯), Sun (Shun) (舜) |

#### Xia-dinasztia
A Nagy Jü (Yu) (大禹) császár által alapított Hszia (Xia)-dinasztia (Hszia Csao (Xia Zhao) 夏朝) a hagyományos történetírás szerint kb. az i. e. 23-18. század között létezett. A régészeti leletek azonban mind a mai napig nem bizonyítják, hogy ekkoriban Kína területén létezett volna bármiféle egységes államalakulat, különösképpen olyan nem, amely magát Hszia (Xia) (夏) néven említette volna, vagy egyáltalán írással rendelkezett volna. A tárgyi leletek tanúsága szerint csak annyit lehet megállapítani, hogy Kínában ekkoriban bomlott fel a fejlett ősközösségi társadalom, s a kínaiak elődjei a következő századokban léptek át a neolitikumból a korai bronzkorba. Épp ezért az állítólagosan Jü (Yu) császár által alapított és a legendák szerint zsarnok Csie (Jie) (桀) császárral kihalt Hszia (Xia)-dinasztia egyértelműen a historizált mitológia részét alkotja. A hagyományos történetírás a dinasztia tizenhét uralkodóját sorolja fel. Maspero véleménye szerint „a Hszia (Xia)-dinasztia uralkodói nem többek puszta neveknél. Az ötödiket és a hatodikat Hsziang (Xiang)ot (相) és Sao Kang (Shao Kang)ot (少康) teszi csupán valamelyest az a körülmény, hogy az ő korukra tették a Ji (Yi) (羿), mesteríjász legendáját. s egész regényes történetet kerekítettek belőle.”

## A taoizmus mitológiája

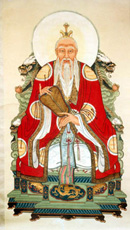
Lao-ce (Laozi) mint taoista főisten

Az időszámítás körüli első századokban a filozófia taoizmus fokozatosan vallássá alakult, s e folyamat keretei között magába olvasztotta az ősi népi kultuszokat és a samanisztikus hiedelmek elemeit is. A Han-korban megjelenő taoista szellemiségű művekben, mint például a Huaj-nan-ce (Huainanzi) tetten érhető az a folyamat, hogy a kialakuló vallásos taoizmus miként alakította saját igényei szerint a korábbi mítoszokat. Példának okáért a korai konfuciánus művekben Huang-ti (Huangdi), vagyis a Sárga Császár rendszerint ősi bölcs uralkodóként jelenik meg, a taoisták azonban kiegészítették azzal, hogy ő lett az első halhatatlan is, akit így kineveztek a taoista tan legfelső védőistenévé, sőt magának a taoizmusnak a alapító atyjává tették. Máig nem lehet pontosan tudni, hogy hol és mikor ment végbe ez a folyamat. Annyi azonban bizonyos, hogy az i. e. 2-1. században már Huang-ti (Huangdi) és Lao-ce (Laozi) a taoizmus két legfőbb tekintélye. Hasonló átalakuláson ment keresztül Hszi-vang-mu (Xiwangmu) alakja is, aki a taoista interpretáció szerint már nem a Nyugat rettenetes ragályokat küldő úrnője, hanem a halhatatlanság elixírjének őrizője.
A róla szóló új legenda szerint kertjében teremnek a halhatatlanság őszibarackjai. A korábbi taoista filozófia taó (daó)val és a jin-jang (yin-yang) elmélettel és az öt elemmmel kapcsolatos fejtegetései csak viszonylag kevés hívő számára voltak érthetőek, ám ezeket is ügyesen ötvözték az új panteon kellékei közé. Hszi-vang-mu (Xiwangmu) például a Csin-mu (Jinmu) (金母) nevet, vagyis a „Fém anyja” nevet is megkapta, mivel az öt elem tanítása szerint a fém az égtájak közül a nyugathoz kapcsolódik. A férjét, a Tung-vang-kung (Dongwanggong)ot (東王公/东王公) pedig Mu-kung (Mugong) (木公), vagyis a „Fák uraként” is emlegették, mert a fa elem a keleti égtájhoz kapcsolódik. A vallásos taoizmus egyik központi témája az élet meghosszabbítása, sőt magának a halhatatlanságnak az elérése volt, melyet különféle alkimista és egyéb gyakorlatokkal igyekeztek megvalósítani. Nem csoda hát, hogy a taoista mítoszok hősei, a taoista panteon alakjai zömében halhatatlan szentek. Ilyen például a nyolc halhatatlan alakja is. A taoista mitológiában nagy szerepet játszik a tengerben úszó három mitikus hegy, a Penglaj (Penglai) (蓬萊/蓬莱), a Fangcsang (Fangzhang) (方丈) és a Jingcsou (Yingzhou) (瀛州). Az efféle hegy-szigetekről szóló képzeteket ugyancsak az ókori kínai mitológiából kölcsönözték. E szigetek képviselik a taoista mennyország sajátos változatát, melyeken halhatatlanok seregei élnek.
Mivel sem a konfucianizmus, sem pedig a később megjelenő buddhizmus nem igen kívánt foglalkozni az olyan természetfeletti jelenségekhez kapcsolódó feladatokkal, mint például a gonosz szellemek, démonok elűzése, amely egyértelműen az ősi samanisztikus hagyományokra vezethető vissza, így ezek is a taoizmusra maradtak. Épp ezért a taoisa mitológiába különleges szerepet kaptak a szellemek és démonok olyan parancsolói, mint például Csang Tien-si (Zhang Tian-shi) (張天师/张天师), Csung Kuj (Zhong Kui) vagy Csiang Taj-kung (Jiang Tai-gong) (姜太公). A taoista panteonban több ezer halhatatlant, szentet, szellemet, démont, helyi kultikus istent és a népi mitológiához tartozó alakot tartanak számon. Csak az emberi testnek létezik harmincezer szelleme. A szinte áttekinthetetlen panteon élén eredetileg három elvont misztikus szimbólum állt: Taj-csi (Taiji) (太極), Taj-szuj (Taisui) (太歲) és Taj-ji (Taiyi) (太一), más változatok szerint Tien-ji (Tianyi) (天一) („égi princípium”), Ti-ji (Diyi) (地一) („földi princípium”) és Taj-ji (Taiyi) (太一) („a hatalmas egyetlen”). A népi kultuszokhoz közeledő taoista mitológiában ezt fokozatosan felváltotta Lao-ce (Laozi), Huang-ti (Huangdi) és Pan-ku (Pangu) (olykor Taj-ji (Taiyi)) alakja.

## A kínai buddhista mitológia

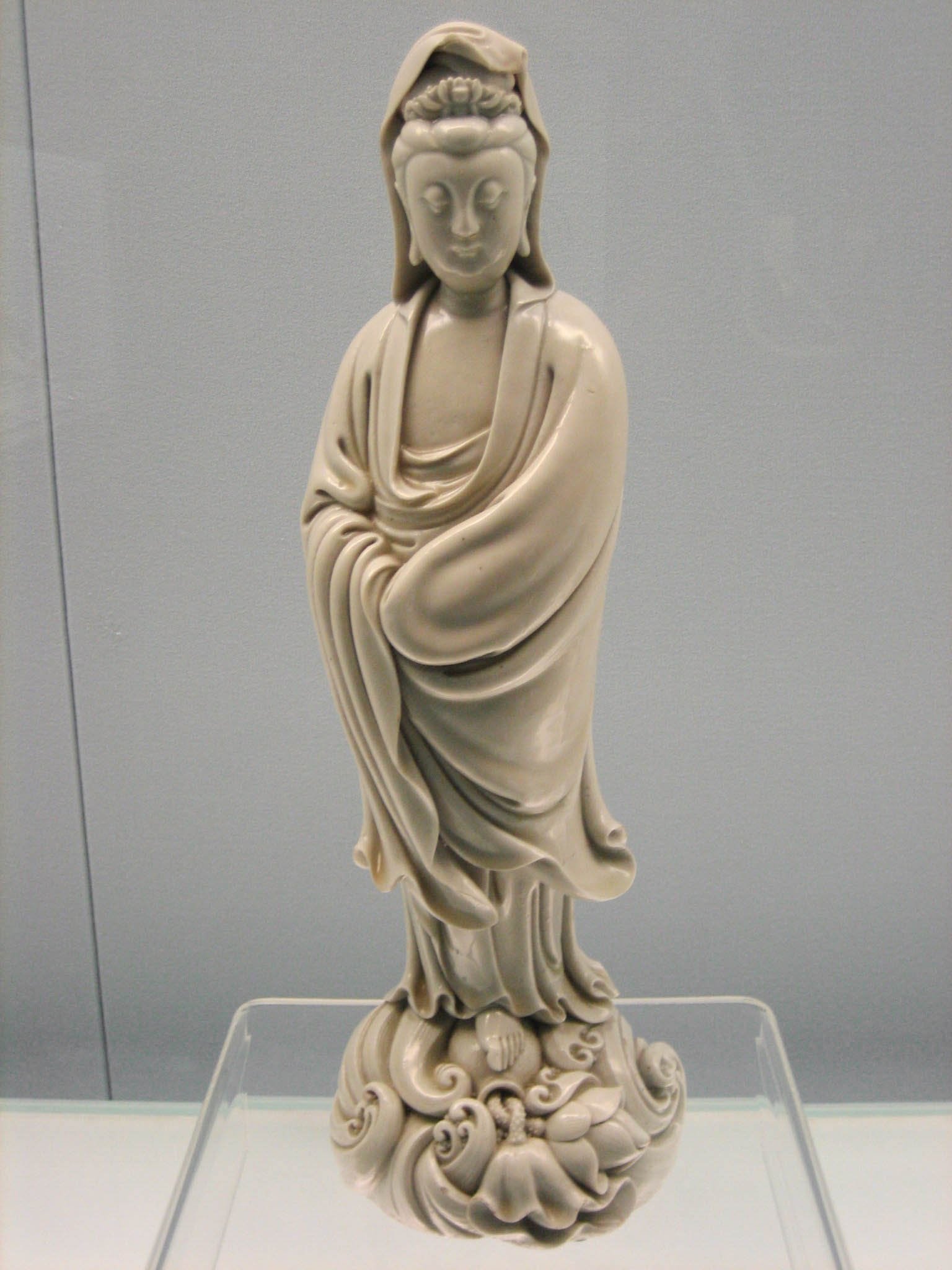
A könyörültesség istennőjének, Kuan-jin (Guanyin)nek porcelánszobra a Ming-dinasztia idejéből

Az i. sz. első évszázadokban Indából Közép- és Belső-Ázsián keresztül beáramló buddhizmus magával hozta Kínába kiterjedt mitológiai rendszerét is. A helyi viszonyokhoz alkalmazkodva idomult a kínai ideológiákhoz, gyakorta beolvasztotta magába azok különböző elemeit, melyek nélkül a kínai lakosság körében kevésbé lehetett volna elfogadott és népszerű. A 8-9. századra a buddhista prédikátorok már felhasználtak akár ókori eredetű régi kínai szüzséket is. Egyik másik buddhista alak származását fokozatos kínai hősökhöz kapcsolták. Így jelenik meg példának okáért az a legenda, miszerint Avalókitésvara bódhiszattva – akit Kínában Kuan-jin (Guanyin) (觀音/观音) néven a 7. századtól kezdve női alakban ismertek és tiszteltek – valójában egy kínai herceg lányának, bizonyos Miao-san (Miaoshan)nak (妙善) az újjászületése. A buddhizmus közvetlen hatására alakult ki a kínaiaknak a túlvilágról és a pokolról szóló képzetei is, amelyekkel kapcsolatban eladdig elég homályos, mindenféle rendszert nélkülöző nézeteik voltak. Úgy vélték, hogy az ember lelke a Huang-csüan (Huangquan)hoz (黄泉), vagyis a „Sárga forráshoz” kerül, a holtak birodalma pedig valahol nyugaton vagy északnyugaton található. Az időszámításunk körüli időkben a holtak birodalmát a Taj-sanra helyezték, ahol is a hegy ura döntött az élők és holtak sorsáról. A pokolról (ti-jü (diyu) 地獄/地狱) és a megannyi pokolbéli ítélőszékről szóló, részletesen kidolgozott elképzelések csak a buddhizmus hatására jelentek meg Kínában.

### A legfontosabb buddhista istenek és alakok
- Ti-cang (Dizang) (地蔵): a tíz pokol ura
- Négy mennyei király (Sze ta vang (Si da wang) 四天王): négy buddhista védisten
- Gautama Buddha (Si-csia mou ni (Shijia mou ni) 釋迦牟尼): a történeti Buddha
- Kuan-jin (Guanyin) (觀音/观音) a könyörületesség bodhiszattvája
- Pu-taj (Budai) (布袋): a vászonzsákos, vagy Nevető Buddha

## Késő népi mitológia

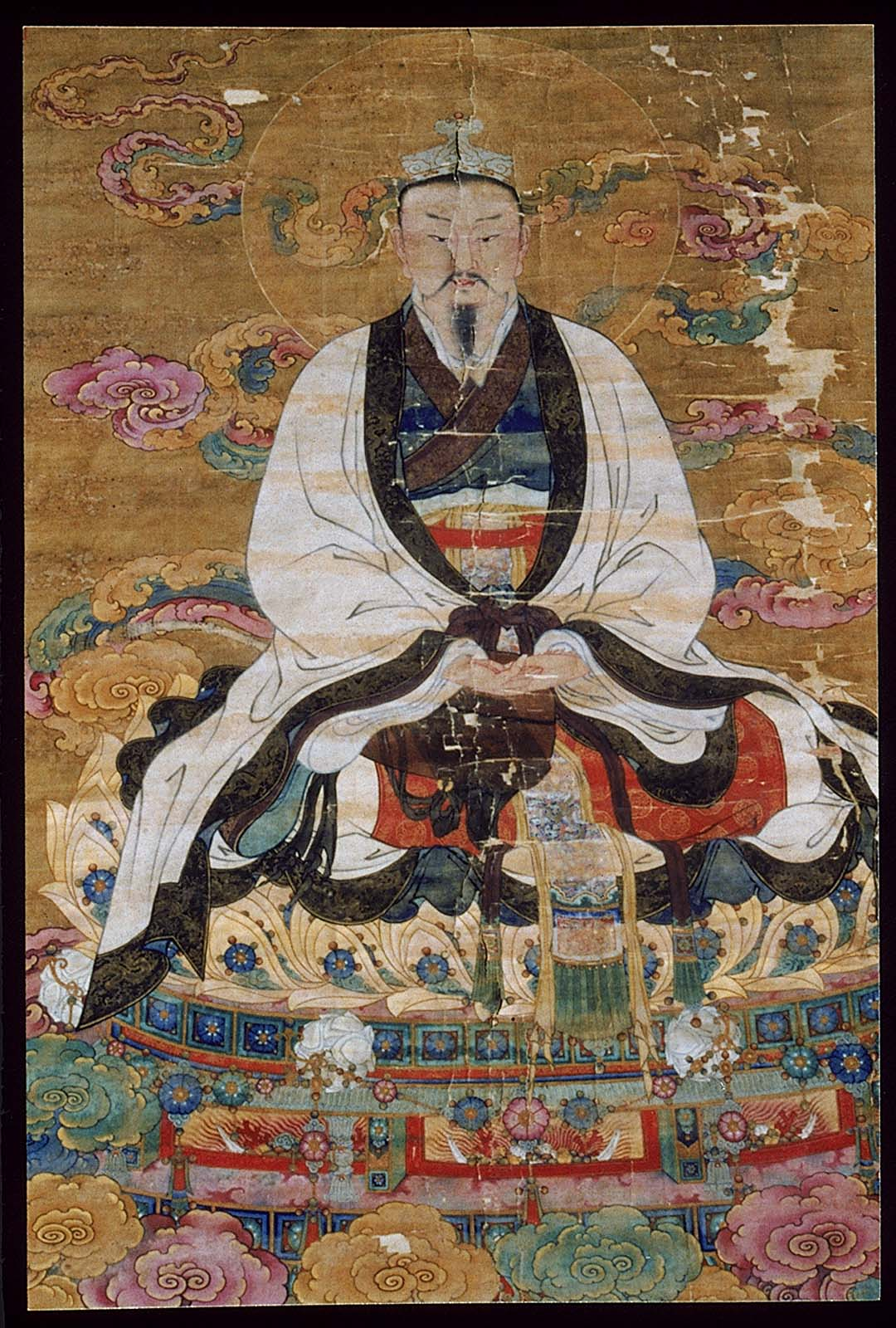
A Jáde Császár ábrázolása egy 16. századi selyemfestményen.

A taoista és buddhista mitológiai rendszerek mellett Kínában párhuzamosan léteztek az archaikus és a folyamatosan létrejövő és kialakuló helyi, népi kultuszok, a konfuciánus bölcsek, valamint az országos vagy helyi jelentőségű hősök kultusza is. Amíg az ókorban mitológiai hősök historizálódtak, addig a középkortól kezdve épp fordított a helyzet: valós történeti személyiségek, hősök mitizálódtak, s városok, helységek vagy foglalkozások, szakmák védőisteneivé váltak. Így például az i. sz. 3. században élt hadvezérnek, Su (Shu) (蜀) királyság megalapítójának, Liu Pej (Liu Bei)nek (劉備/刘备) az életrajzából ismeretes, hogy ifjúkorában gyékény és szalmapapucs fonásával foglalkozott. Ez pedig már is elegendőnek bizonyult, hogy később a fonómesterségek védőistenévé avassák. Liu Pej (Liu Bei) hűségéről és bátorságáról híres harcostársát, Kuan Jü (Guan Yu)t (關羽/关羽) előbb a kolostorok őriző istenévé tették, később a démonok ura és parancsolója lett, majd a 16. századtól kezdve már Kuan-ti (Guandi) (關帝/关帝) néven a háború isteneként emlegették.
Az első évezred vége felé Kínában egyre inkább közeledtek egymáshoz a különböző mitológiai rendszerek, és létrejött az úgy nevezett vallási szinkretizmus, amelyhez automatikusan és elválaszthatatlanul társult az annak megfelelő szinkretikus mitológiai is. Ez a szinkretikus mitológia egységes rendszerbe foglalja a taoista, a buddhista és a népi mitológia alakjait, továbbá a konfuciánus kultuszokat. A több különböző jellegű mitológiai anyag a falvakban egyesült a leggyorsabban, a falusi kis templomokban például egymás mellett állhattak Konfuciusz, Buddha és Lao-ce (Laozi) szobrai. Ugyanez a folyamat a taoista és a buddhista központokban szinte egyáltalán, vagy csak elenyésző mértékben ment végbe. A taoista templomokba csak Kuan-jin (Guanyin) alakja szivároghatott be, míg a buddhista templomokban nyoma sincs a taoista vagy népi mitologikus alakoknak.
A népi szinkretikus panteon élén a 8-10. századtól kezdve Jü-ti (Yudi) (玉帝), vagyis a Jáde Császár alakja áll, akinek a kíséretébe a természet és a természeti erők istenei tartoznak, mint például Lej-kung (Leigong) (雷公) a mennydörgés istene, Tien-mu (Dianmu) (電母) a villámlás istennője, vagy a szelek és a vizek istenei, ide sorolva mindenféle rangú sárkányokat is, például a sárkánykirályokat. A panteon fontos szereplő továbbá a csillagok szellemei, a helységek és városok istenei, a ház és középületek istenei, a mesterségek, a kereskedelem, a háziállatok, az orvoslás betegségtől óvó, vagy a gyógyulásért felelős istenei, a gyermekáldást osztó istennők, a niang-niang (niangniang)ok (娘娘), akikhez a néphit szerint Kuan-jin (Guanyin) is tartozik. Fontos szereplők ezenkívül a szerencse, a hosszúélet és a gazdagság istenei is. A szinkretikus népi mitológiai része az alvilág és annak alakjai is, a megannyi pokolszolga, szellem és démon.
A kínai mitológia alakjait, különösen a késői mitológiában, gyakorta valóságos személyeknek tekintették, mindegyiknek számon tartják a születésnapját, amely egyben az adott isten ünnepe is.

## Fontosabb istenek és alakok a kínai mitológiában
- Caj Sen (Cai Shen) (財神/财神): a vagyon és gazdagság istene
- Cang-csie (Cangjie) (倉頡/仓颉): négy szemű kultúrhérosz, az írás feltalálója
- Csang-o (Chang’e) (嫦娥): a Hold istennője
- Cse-ju (Chiyou) (蚩尤): a Sárga Császár ellen lázadó kultúrhérosz
- Tao-cse (Daoji) (道濟/道济): heves és különc természetű csan-szerzetes, a népi mitológia kedvelt alakja
- Er-lang sen (Erlang shen) (二郎神): a védőgátak istene a kései népi mitológiában
- Fang-feng (Fangfeng) (防風/防风): óriás, aki segített Nagy Jü (Yu)nek megfékezni a vízözönt
- Feng Meng (逢蒙): Yi (Yi), a mesteríjász gyilkosa
- Kao-jao (Gaoyao) (臯陶/皋陶): Sun (Shun) vagy Jao (Yao) bölcs segítőtársa
- Kung-kung (Gonggong) (共工): a víz istene az ókori mitológiában
- Kuan Jü (Guan Yu) (關羽/关羽), vagy Kuan-ti (Guandi) (關帝/关帝): a háború és a gazdagság istene a népi mitológiában
- Han-pa (Hanba) (旱魃), vagy Nü-pa (Nüba) (女魃): az aszály istennője
- Három Tisztaságos (Szan-csing (Sanqing) 三清): a taoizmus három legmagasabb rangú istene
  - Tao-tö Tien-cun (Daode Tianzun) (道德天尊)
  - Ling-pao Tien-cun (Lingbao Tianzun) (靈寶天尊)
  - Jüan-si Tien-cun (Yuanshi Tianzun) (元始天尊)
- Hou-ji (Houyi) (后羿): a mesteríjász, Csang-o (Chang’e) férje
- Kua Fu (Kua Fu) (夸父): óriás, aki el akarta fogni a Napot
- Kuj Hszing (Kui Xing) (魁星): a hivatali vizsgák, az írástudók és az irodalom istene
- Lej Kung (Lei Gong) (雷公): a mennydörgés istene
- Lung Mu (Long Mu) (龍母/龙母): isteni rangra emelt asszony, aki öt sárkányfiókát nevelt fel
- Ma-cu (Mazu) (媽祖/妈祖): a tenger istennője, a halászok és tengerészek patrónusa
- Meng Po (孟婆): a lélek újjászületéséért és az előző élet elfelejtéséért felelős isten
- Nagy Jü (Yu) (禹: A Hszia (Xia)-dinasztia megalapítója, a vízözönt megfékező kultúrhérosz
- No-csa (Nezha) (哪吒): taoista védisten gyermeki alakban
- Négy császár (Sze jü (Si yu) 四御): a taoista panteon négy mennyei uralkodója
  - Jü-huang ta-ti (Yu Huang dadi) (玉皇大帝) (a Jáde császár)
  - Pej-csi ta-ti (Beiji dadi) (北极大帝)
  - Tien-huang ta-ti (Tianhuang dadi) (天皇大帝) (az Ég császára)
  - Ti-huang ta-ti (Dihuang dadi) (地皇大帝) (a Föld császára)
- Nyolc halhatatlan (pa hszien (ba xian)) (八仙):
  - Cao Kuo-csiu (Cao Guojiu) (曹國舅)
  - Han Hsziang-ce (Han Xiangzi) (韓湘子)
  - Csungli Csüen (Zhongli Quan) (鐘離權)
  - Ho Hszien-ku (He Xiangu) (何仙姑)
  - Lan Caj-ho (Lan Caihe) (藍采和)
  - Lü Tung-pin (Lü Dongbin) (呂洞賓)
  - Li Tie-kuaj (Li Tieguai) (李鐵拐)
  - Csang Kuo-lao (Zhang Guolao) (張果老)
- Pásztorfiú és Szövőlány (Niu-liang (Niuliang) 牛郎 – Cse-nü (Zhinü) 织女): a szerelmesek patrónusai
- Szan Huang (San Huang) (三皇): három fenség, a historizált történelem első három uralkodója
- Szun Vu-kung (Sun Wukong) (孫悟空/孙悟空): a majomkirály, a késő népi mitológia népszerű figurája
- Tu-ti-po (Tudipo) (土地婆), vagy Tu-ti-kung (Tudigong) (土地公): a jólét és bőség istene
- Tu-er-sen (Tuershen) (兔兒神): a homoszexuális férfiak közötti szerelem és szerelmi aktus istene
- Városistenek (cseng-huang (chenghuang) 城隍)
- Ven-csang vang (Wenchang wang) (文昌王) vagy Ven-csang ti-csün (Wenchang dijun) (文昌帝君): a kultúra és az irodalom taoista istene
- Vu ti (Wu di) (五帝): az öt császár, historizált történelem második szakaszának legendás uralkodói
- Wu Kang (Wu Gang) (吳剛): a Holdon növő fahéjfát örökkön-örökké vágó favágó
- Hszi-ho (Xihe) (羲和): a Nap istennője az archaikus mitológiában
- Hszi-vang-mu (Xiwangmu) (西王母): a nyugat istenasszonya
- A Hsziang (Xiang)-folyó tündérei (Hsziang-suj sen (Xiangshui shen) 湘水神):
  - O-huang (Ehuang) (娥皇)
  - Nü-jing (Nüying) (女英)
- Hszing Tien (Xing Tian) (刑天): fejnélküli istenség
- Cao-jun (Zaojun) (灶君), vagy Cao-sen (Zaoshen) (灶神): a tűzhely istene
- Csung Kuj (Zhong Kui) (鍾馗): a démonok parancsolója
- Csu-zsung (Zhurong) (祝融): a tűz istene az archaikus mitológiában

## Mitikus lények

### Absztrakt lények
- A négy hatalmas gonosz fenevad (Hszi ta hsziung sou (Si da xiong shou) 四大凶兽):
  - Hun-tun (Hundun) (混沌): (ős)káosz
  - Tao-tie (Taotie) (饕餮): mohóság, falánkság
  - Tao-vu (Taowu) (梼杌): tudatlanság, közöny
  - Csiung-csi (Qiongqi) (窮奇):agyafúrtság
- Csa-jü (Zhayu) (詐窳): a legtisztább jin (yin)-teremtmény, amely felfalja a gonoszokat

### Madarak, madárszerűek
- feng-huang (fenghuang) (鳳凰): főnix, a madarak ura
- peng (peng) (鵬/鹏): óriás madár

### Sárkányok
- Cse (Chi) (螭): szarvatlan sárkány vagy hegyi démon
- Ti-lung (Dilong) (地龍/地龙): a földi sárkány
- Sárkánykirály (Lung-vang (Longwang) 龍王/龙王): a sárkányok királya
- Fu-cang-lung (Fucanglong) (伏藏龍/伏藏龙): kincset rejtő sárkány
- Csiao-lung (Jiaolong) (蛟龍/蛟龙): az árvizek és a tenger sárkánya
- Sen-lung (Shenlong) (神龍/神龙): az eső-sárkány
- Tien-lung (Tianlong) (天龍/天龙): a mennyei sárkány
- Jing-lung (Yinglong) (應龍/应龙): szárnyas sárkány, esőisten, a Sárga Császár segítője
- Csu-lung (Zhulong) (燭龍/燭龙): „fáklya-sárkány”, emberfejű-sárkánytestű szörny

### Halszerűek
- Kun (Kun) (鯤/鲲), vagy Peng (Peng) (鵬/鹏) óriás hal (vagy madár)

### Emberszerűek
- Kuj (Kui) (夔): egylábú hegyi démon
- csiang-si (jiangshi) (殭屍): a kínai vámpír vagy zombi
- Niu-tou Ma-mien (Niutou Mamian) („Ökörfej és Lópofa”; 牛頭馬面): az alvilág bejáratának őrzői
- hsziao (xiao) (魈): hegyi szellem vagy démon
- jao-kuaj (yaoguai) (妖怪): démonok

### Kígyók, hüllők, kétéltűek
- ao (鳌): tengeri óriásteknős
- pa-sö (bashe) (巴蛇): az elefántot lenyelő óriáskígyó
- hsziang-liu (xiangliu) (相柳): kilencfejű szörny-kígyó

## Mitikus helyek
- Pucsousan (Buzhoushan) (不周山): mítikus hegy
- Tijü (Diyu) (地獄): az alvilág
- Fuszang (Fusang) (扶桑): legendás sziget
- Kunlun-hegy: a halhatatlanok lakhelyéül szolgáló legendás hegy
- Lungmen (Longmen) (龍門; „Sárkány-kapu”): az a hely, ahol a ponty sárkánnyá változik
- Penglaj (Penglai) (蓬萊): a halhatatlanok egyik tengeri szigete
- Csüecsiao (Queqiao) (鵲橋): a Tejutat átívelő, madarak alkotta híd
- Hszüanpu (Xuanpu) (玄圃): legendás tündérország a Kunlun-hegyen
- Judu (Youdu) (幽都): az alvilág fővárosa
- Jao-cse (Yaochi) (瑤池; „Jáde-tó”): Hszi-vang-mu (Xiwangmu) lakhelye
- Jüsan (Yushan) (羽山; „Toll-hegy”): legendás hegy az özönvíz idején
- Jüsan (Yushan) (玉山; „Jáde-hegy”): legendás hegy

## Mitikus növények
- fu-szang (fusang) (扶桑): világfa, a Nap(ok) otthona
- ling-cse (lingzhi) (靈芝): a halhatatlanság varázsgombája
- pan-tao (pantao) (蟠桃): az örökélet őszibarackja
- Jao cao (Yao cao) (瑶草): halottakat feltámasztó csodafű

## Mitikus anyagok
- hszi-zsang (xirang) (息壤): az önmagától dagadó föld, amivel az vízözönt próbálták megfékezni

## Hatása

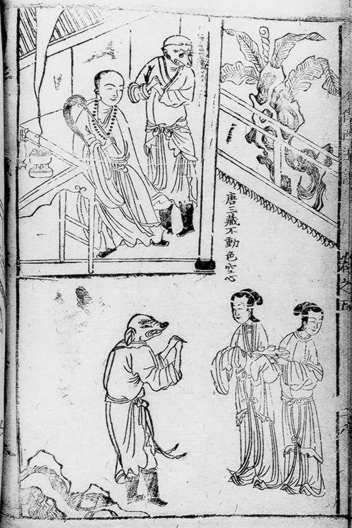
A Nyugati utazás című regény 18. századi kiadásának egyik illusztrációja

A kínai mitológia igen jelentős hatással volt a kínai kultúrára, a művészetekre. Jóllehet az ókorban még a konfuciánus ideológia miatt, illetve, hogy nem létezett sem eposz, sem dráma, a mitológia még alig tükröződött az irodalmi alkotásokban. Az ábrázoló művészeteknek, például a fennmaradt rituális bronzedényeknek azonban már elengedhetetlen része a mitikus motívumokat felhasználó díszítés. A mitológia sajátosan tükröződik vissza a kínai kultúrában, ami leginkább abban nyilvánul meg, hogy ugyanaz a mitológiai történet, képzet az ősi időktől kezdve bizonyos mértékig eltérően jelenik meg az irodalom és az ábrázolóművészet alakjaiban. Olykor az ábrázolóművészet emlékei őriztek meg az irodalmi műveknél archaikusabb vonásokat, olykor pedig fordítva. A kínai mitológia mind a mai napig szerves részét képezi mind az irodalomnak, mind pedig az ábrázoló művészeteknek, de a legújabb populáris műfajokra, filmekre, videojátékokra stb. is termékenyen hat.

### Az irodalomra
Az ókori irodalomban Csü Jüan (Qu Yuan) költészetén kívül csak egy-egy rövid költemény tartalmaz mitológiai elemeket, ilyen például Cao Cse (Cao Zhi) A Lo-folyó tündére (Lo sen fu (Luo shen fu) 洛神赋) című költeménye a 3. századból. Az ugyancsak a 3. századtól megjelenő elbeszélő próza kísértethistóriák formájában fejlődik, melyekben elsősorban a taoista és a népi mitológia alakjai jelennek meg. A 8-10. században kialakult, úgynevezett pien-ven (bianwen) 變文 mondák elsősorban buddhista témákat dolgoznak fel, buddhák és bodhiszattvák élettörténetét jelenítik meg olyan formában, hogy az a nagyközönség számára érthető és élvezhető legyen. A 12-13. században létrejött zenés színjátékok között is szép számban akad taoista és buddhista témát feldolgozó, amelyek mitológiai elemekkel gazdagon átszőttek. A 16. században megjelenő regényirodalom ugyancsak előszeretettel használja a kínai mitológia történeteit. Ezek közül a leghíresebb a Nyugati utazás, Az istenek birtokba helyezése (Feng sen jen ji (Feng shen yan yi) 封神演義) és A világ kezdetének története. Olykor egy-egy mitológiai alak történetét külön regényben dolgozzák fel, mint például Csung Kuj (Zhong Kui)ét, aki több regény és dráma főhőse. A regénnyel párhuzamosan fejlődő klasszikus novella irodalom 17. századra érte el csúcspontját, s a műfaj legkiválóbbja, Pu Szung-ling (Pu Songling) elbeszélései is a népi mitológia alakjaiból s azok történeteiből épülnek fel. A modern irodalomból sem hiányoznak a mitológiai történetek feldolgozása, újragondolása. Jó példa erre Lu Hszün (Lu Xun) Régi mesék mai szemmel (Ku si hszin pien (Gu shi xin bian) 故事新编) című elbeszéléskötete, amelyben némi szatirikus és polemikus éllel újrafogalmazza az író például Ji (Yi), az íjász és felesége Csang-o (Chang'e) históriáját, vagy Nagy Jü (Yu) történetét, aki megzabolázta a vizeket.

### Az ábrázolóművészetekre

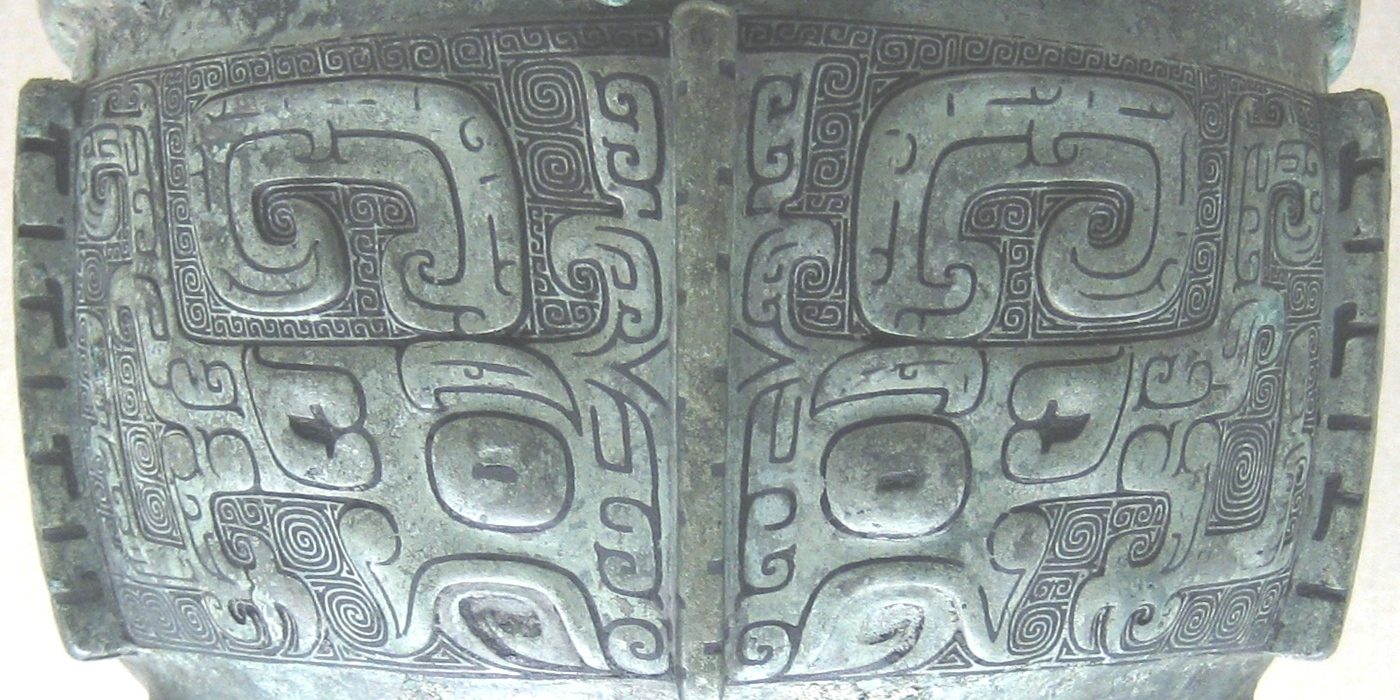
Az ókori ábrázolásokban igen elterjedt mitologikus lény, az úgynevezett tao-tie (taotie)) 饕餮 motívumával díszített bronzedény

Az ábrázolóművészetekben a legősibb időktől kezdve igen sokszor dolgoznak fel mitológiai témákat, ami kezdetben leginkább zoomorfikus és zooantropomorfikus alakok ábrázolását jelentette. Összefüggő mitológiai témák főként a Han-kori (i. e. 3. századtól az i. sz. 3. századig) reliefeken és falfestményeken jelennek meg, amelyek például a sírboltokban találhatók. Az akkoriban leginkább elterjedt alakok Fu-hszi (Fuxi), Nü-va (Nüwa) és Hszi-vang-mu (Xiwangmu) voltak. A buddhizmus kínai elterjedésével sorra épültek a buddhista kolostorok, melyek mintájára a taoisták is építeni kezdték saját kolostoraikat, templomaikat. Ekkor jelenik meg a buddhista és taoista alakok szoborszerű ábrázolása, illetve freskókon, falfestményeken történő ábrázolása. Ugyanezek az alakok a középkori kínai képzőművészek képein, a paloták épületegyütteseinek díszítésein, a fadúcos sokszorosítás fejlődésével (7-8. századtól) pedig metszeteken is helyet kapnak. A 15-16. századtól kezdve a szinkretikus népi panteon alakjai elválaszthatatlan témái a Kínában szentképként szolgáló népi nyomatoknak. Ezek a nyomatok, ábrázolások mind a mai napig jelen vannak.

### Egyéb
A legújabb kori kínai populáris kultúra sem nélkülözi a mitologikus témákat, alakokat. Számos klasszikus történetnek (regénynek, elbeszélésnek) létezik képregény feldolgozása, vagy rajzfilm illetve TV- vagy mozifilm-adaptációja. Egy-egy alak pedig, mint például a teknős, a sárkány, vagy konkrét alakként a majomkirály, Szun Vu-kung (Sun Wugong) illetve No-csa (Nezha) királyfi ugyancsak közkedvelt szereplője a videojátékoknak.

### Magyarul
- ↑ Kínai mitológia 1988.:  Kínai mitológia. In Mitológiai enciklopédia II. kötet, 385-456. o. Fordította: Kalmár Éva. Budapest: Gondolat Kiadó, 1988. ISBN 963 282 028 2 II. kötet
- ↑ Maspero 1978:  Maspero, Henri. Az ókori Kína. Fordította: Csongor Barnabás. Budapest: Gondolat Kiadó, 1978. ISBN 963 280 595 X
- ↑ Tokaji 2002.:  Tokaji Zsolt. Kínai jelképtár. Budapest: Szukits Könyvkiadó, 2002. ISBN 963 9393 27 4
- ↑ Vasziljev 1977.:  Vasziljev, L. Sz. Kultuszok, vallások és hagyományok Kínában. Budapest: Gondolat Kiadó, 1977. ISBN 963 280 475 9

### Idegen nyelven
- ↑ Birell 2002.:  Birrell, Anne: Chinesische Mythen. Reclam, Stuttgart 2002, ISBN 3-15-010496-3.
- ↑ Yang 2005.:  Yang, Lihui, et al. Handbook of Chinese Mythology. New York: Oxford University Press. ISBN 978-0-19-533263-6
- ↑ Zheng 1990.:  Zheng, Chantal. Die Mythen des alten China. Diederichs, 1990, ISBN 3-424-01021-9.